# Wikentij Wołoszyn
Wikentij Wałerijowycz Wołoszyn, ukr. Вікентій Валерійович Волошин (ur. 17 kwietnia 2001 w Kijowie) – ukraiński piłkarz grający na pozycji pomocnika.

## Kariera piłkarska

### Kariera klubowa
Wychowanek Akademii Piłkarskiej Dynamo Kijów, barwy których bronił w juniorskich mistrzostwach Ukrainy (DJuFL). 24 lutego 2019 roku rozpoczął karierę piłkarską w drużynie młodzieżowej Dynamo Kijów U-21. 23 lipca 2021 został wypożyczony do Desny Czernihów. 18 lipca 2022 ponownie został wypożyczony, tym razem do FK Ołeksandrija.

### Kariera reprezentacyjna
W 2017 debiutował w juniorskiej reprezentacji Ukrainy U-17, a w 2018 w reprezentacji U-19.